# Cyphonisia obesa
Cyphonisia obesa är en spindelart som beskrevs av Simon 1889. Cyphonisia obesa ingår i släktet Cyphonisia och familjen Barychelidae. Inga underarter finns listade i Catalogue of Life.